# Ристо Русуленчич
Ристо Василев, наречен Русуленчич, е ранен македонист.

## Биография
Василев е роден на 3 септември 1883 година във воденското село Русилово, тогава в Османската империя, днес Ксантогия, Гърция, в бедно семейство. Първоначално учи до ІV клас в гръцката гимназия във Воден, а през 1902 година завършва сръбската гимназия в Цариград. На 19 август 1902 година подава молба за постъпване във Физикоматематическия факултет на Санктпетербургския университет, но няма пари за издръжка и за плащане на таксите. На 28 октомври 1902 година е сред основателите на Славяно-македонското научно и литературно дружество, а на 29 декември става негов библиотекар. През април-май 1903 година се опитва неуспешно да се запише във Военномедицинската академия в Санкт Петербург. От септември 1903 година учи в Медицинския факултет на Новоросийския университет в Одеса, който завършва в 1909 година. През 1905 година заедно с Кръсте Мисирков и Ф. Николов правят опит да основат македонистко дружество в университета. По-нататъшната му съдба е неизвестна.